# Chondracanthus janebennettae
Chondracanthus janebennettae – gatunek widłonoga z rodziny Chondracanthidae. Nazwa naukowa tego gatunku skorupiaków została opublikowana w 1953 roku przez amerykańskiego zoologa Davida L. Causeya.